# Fritz Wunderlich
Fritz Wunderlich, właśc.  Friedrich Karl Otto Wunderlich (ur. 26 września 1930 w Kusel, zm. 17 września 1966 w Heidelbergu) – niemiecki tenor liryczny.
Kariera Wunderlicha, przerwana przedwczesną śmiercią, trwała bardzo krótko. Mimo to był głównym niemieckim tenorem lirycznym i jednym z czołowych śpiewaków mozartowskich. Głos Wunderlicha był dobrze uformowany, styl pozbawiony afektacji i męski, ale jednocześnie pełen wrażliwości. Najbardziej znany był jako wykonawca ról mozartowskich (Belmonte, Don Ottavio, Tamino), wykonywanych jednocześnie żarliwie i lirycznie. Także jako wykonawca pieśni (m.in. Piękna młynarka, Dichterliebe) i śpiewak operetkowy. Znany był również jako wykonawca partii wokalnych w muzyce Johanna Sebastiana Bacha, szczególnie jako Ewangelista w obu Pasjach.

## Życiorys
Urodził się 26 września 1930 roku w Kusel w Palatynacie (piosenka Mein Kusel in der Pfalz – Kusellied, którą skomponował, stała się hymnem rodzinnego miasteczka) w rodzinie ewangelickiej. Był synem muzyka (Paul Edmund Wunderlich, 1892–1935) i skrzypaczki (Anna Wunderlich z domu Malz, 1888–1963). Rodzice dzierżawili w Kusel oberżę Emrichs Braustübl, w której znajdowała się także sala kinowa – grali też muzykę do pokazywanych tam niemych filmów. Ze względu na wady budowlane oberża została jednak w 1931 zamknięta, odtąd rodzina utrzymywała się z trudem z lekcji muzyki – trudności materialne doprowadziły w 1935 ojca Wunderlicha do samobójstwa. Po samobójstwie ojca rodzina zubożała, matka musiała sama utrzymywać troje dzieci, głównie z lekcji muzyki i grania na potańcówkach. Już od dzieciństwa Wunderlich musiał także sam zarabiać wykonując muzykę. Matka uczyła go gry na skrzypcach, fortepianie i akordeonie, jako dwunastolatek uczył się grać na waltorni, następnie także na trąbce. Uczęszczał do szkoły w Kusel (Volks- und Oberschule Kusel, 1937–1948). Aż do ostatnich miesięcy wojny Kusel omijały wydarzenia wojenne – w styczniu 1945 matka Wunderlicha została jednak ranna w bombardowaniu, z trudem uchodząc z życiem. W ostatnich miesiącach wojny młody Wunderlich, jak wielu niemieckich nastolatków, uczestniczył w umacnianiu Linii Zygfryda.
Jako osiemnastolatek przez ponad rok prowadził zespół wokalny w pobliskiej wiosce. Nie lubił nauki szkolnej, często włóczył się po palatynackich lasach. Przygotowywał się jednak do zawodu nauczyciela ludowego, uczęszczając krótko do studium nauczycielskiego w Kusel (Pädagogische Akademie Kusel, 1948–1950). Naukę przerwał, gdyż dyrektor teatru w Kaiserlautern Heinz Leopold Sulanke, dyrygent Emmerich Smola i muzykolog Joseph Müller-Blattau, którzy przy różnych okazjach przysłuchiwali się śpiewowi Wunderlicha, odkryli jego talent wokalny i doradzili mu rozpoczęcie studiów muzycznych. Pierwsze lekcje śpiewu pobierał przez rok w Kaiserslautern, jego nauczycielką była Käthe Bittel-Valckenberg.
W latach 1950–1955 studiował w Hochschule für Musik Freiburg we Fryburgu Bryzgowijskim – początkowo grę na rogu pod kierunkiem Lothara Leonardsa, następnie śpiew pod kierunkiem Margarete von Wintenfeld. Naukę we Fryburgu rozpoczął za radą Müller-Blattaua, w którego opinii po ukończeniu studiów czekała Wunderlicha wielka kariera. Pod kierunkiem von Wintenfeld Wunderlich, który w ogóle był bardzo wcześnie dojrzałym śpiewakiem, czynił bardzo szybkie postępy. Zaledwie po dwóch latach nauki wykonywać mógł najtrudniejsze role repertuaru oratoryjnego – jak Ewangelista w Oratorium na Boże Narodzenie Bacha, którą to rolę wykonywał jeszcze w czasie studiów w kościele w Esslingen. Dyrektor fryburskiego konserwatorium, flecista Gustav Scheck, wprowadził Wunderlicha do zespołu muzyki barokowej. Około 1951 roku Wunderlich debiutował jako solista Freiburger Bachchoir. W 1953 wykonał w kościele luterańskim w Wormacji partię Ewangelisty w Pasji według św. Jana, razem z Heidelberger Bachverein, dyr. Hermann Meinhard Poppen. W Wielki Piątek 1954 wykonał w Hof po raz pierwszy partię Ewangelisty w Pasji według św. Mateusza. W czasie studiów Wunderlich zetknął się z wieloma stylami muzycznymi, co przyczyniło się do wytworzenia charakterystycznej dla niego pewności w wykonywaniu muzyki wielu stylów i epok. By móc się utrzymać, nocami wykonywał muzykę taneczną i jazzową.
W operze debiutował 21 lipca 1954 w przedstawieniu szkolnym Czarodziejskiego fletu, jako Tamino (nie licząc przedstawień amatorskich przed studiami). Tamino to rola, z którą kojarzony był najsilniej, nie tylko pierwsza, ale też ostatnia, którą wykonywał. Łącznie wystąpił jako Tamino w ponad stu przedstawieniach. Wunderlicha dostrzegł w tym przedstawieniu agent opery w Stuttgarcie, który polecił go jej dyrektorowi Ferdinandowi Leitnerowi. Dzięki temu śpiewak uzyskał pięcioletni angaż w operze w Stuttgarcie, z pensją 400 marek.
W latach 1955−1958 zatrudniony był w operze w Stuttgarcie. Tam też debiutował niewielką rolą Ulricha Eislingera w Śpiewakach norymbeskich. Jako początkujący śpiewak wykonywał tylko niewielkie role, przełom w karierze przyszedł jednak szybko – już po pół roku, dzięki wsparciu Wolfganga Windgassena, wykonał w zastępstwie rolę Tamina. Odtąd powierzano mu większe role, jak Jenik w Sprzedanej nareczonej, Belmonte w Uprowadzeniu z seraju, Beppo w Pajacach, Fenton w Wesołych kumoszkach z Windsoru i Śpiewak w Kawalerze srebrnej róży. W 1959 wystąpił w Stuttgarcie jako Tiresias w premierze dramatu muzycznego Carla Orffa Oedipus der Tyrann. Pod koniec lat 50. można było też po raz pierwszy usłyszeć Wunderlicha w radio, np. Oratorium na Boże Narodzenie Bacha w Süddeutscher Rundfunk. W tym czasie wykonywał też po raz pierwszy Piękną młynarkę, znacznie poprawiły się też jego zarobki. Pracował nad swoimi umiejętnościami aktorskimi, gdyż nauka w konserwatorium nie przygotowała go w pełni do zadań aktorskich. Znaczenie ma tu przede wszystkim inscenizacja opery Lortzinga Kłusownik w reżyserii Günthera Rennerta (1958). Występując w roli barona Kronthala, wykazać musiał się zdolnościami komicznymi – współpraca z Rennertem okazała się sukcesem, co potwierdziły też przychylne recenzje.
W 1958 wystąpił na Festiwalu w Aix-en-Provence. W 1959 zadebiutował na Festiwalu w Salzburgu (z którym odtąd był stale związany) jako Henry Morosus w Milczącej kobiecie (dyr. Karl Böhm). Do wykonania tej roli zaprosił go sam Böhm. Występ w Salzburgu, do którego otworzyła mu drogę m.in. uprzednia współpraca z Rennertem, przyniósł mu międzynarodową sławę; stopniowo stawał się też powszechnie znany jako główny tenor mozartowski. Fakt, że sławę światową przyniosła Wunderlichowi właśnie rola Morosusa, bardzo różna aktorsko i wokalnie od ról mozartowskich, z których stał się najbardziej znany dopiero później, świadczy o rzadkiej uniwersalności śpiewaka.
W latach 1958–1960 pracował w Operze we Frankfurcie, od 1960 w Bayerische Staatsoper w Monachium, w 1962 przez jeden sezon także w Operze Wiedeńskiej. Pierwszą rolą Wunderlicha w Monachium był Hrabia Almaviva w Cyruliku sewilskim, z Eriką Köth w roli Rozyny. Jako Basilio wystąpił Hans Hotter, Figarem był Hermann Prey, z którym Wunderlich przyjaźnił się odtąd osobiście. W Monachium wykonywał najczęściej role mozartowskie, występował m.in. jako Alfredo (Traviata), Leński (Eugeniusz Oniegin) Christoph w Die Verlobung in San Domingo (prapremiera opery Wernera Egka, 1963); w Wiedniu w roli tytułowej w operze Palestrina.
W Covent Garden wystąpił tylko raz, w 1965 roku jako Don Ottavio (Don Giovanni). Dwa tygodnie przed śmiercią wystąpił na Festiwalu w Edynburgu – pochodzi z niego słynne nagranie cyklu pieśni Dichterliebe (Miłość poety) op. 48 Roberta Schumanna. W Edynburgu występował także w tym samym czasie, wraz z operą stuttgarcką, jako Tamino – miała to być jego ostatnia rola.
Jego karierę przerwał wypadek w domu wakacyjnym  przyjaciela w Oberderdingen, gdzie spadł ze schodów. Umarł w klinice uniwersyteckiej w Heidelbergu przed 36. urodzinami. Zmarł trzy tygodnie przed planowanym debiutem w Metropolitan Opera, gdzie wystąpić miał jako Don Ottavio. Planował także rolę Rodolfo w Cyganerii, a nawet większe role wagnerowskie. Został pochowany na Cmentarzu Leśnym w Monachium.
Pozostawił setki nagrań oper, operetek, pieśni i oratoriów. Jako Tamino i Belmonte najbardziej znany jest z nagrania pod dyrekcją Karla Böhma (odpowiednio 1964, 1965). Partie solowe w Pieśni o ziemi Mahlera (nagranie pod dyr. Klemperera) wykonywał z młodzieńczą pasją i zmysłowością.
W 2008 roku znalazł się na liście „BBC Music Magazine” największych  tenorów w historii, uzyskując czwartą lokatę tuż za Plácido Domingo, Enrico Caruso i Luciano Pavarottim.